# Prosa (rivista)
Prosa, sottotitolo Quaderni internazionali, è stata una rivista letteraria a periodicità trimestrale (piuttosto irregolare), fondata a Roma nel 1945 e diretta dalla scrittrice Gianna Manzini.
La rivista ebbe breve vita: uscirono soltanto tre numeri e cessò le pubblicazioni nel 1946.
Come la coeva Poesia, fondata e diretta dal compagno della Manzini, lo scrittore e critico letterario Enrico Falqui, ebbe la direzione nella stessa abitazione romana dello scrittore nel rione Prati e fu anch'essa stampata prima dalla casa editrice romana Nuove Edizioni Italiane nella tipografia Novissima e poi da Mondadori nelle Officine Grafiche Veronesi, con il marchio della collana Medusa.
Prosa, poco incline alla letteratura d'avanguardia e maggiormente aperta al crepuscolarismo e al decadentismo, rese disponibili al lettore italiano brani di alcuni autori stranieri all'epoca non facilmente accessibili: gli scrittori di lingua inglese William Faulkner, David Herbert Lawrence, Henry Miller, Ernest Hemingway e Gertrude Stein, i francesi Albert Camus e Jean Paul Sartre, il tedesco Thomas Mann, tradotti in lingua italiana. Accanto ai prevalenti lavori di prosa narrativa, furono pure pubblicati alcuni saggi.
Anche tra gli italiani, troviamo autori importanti quali Dino Buzzati, Giovanni Comisso, Alberto Moravia, Enrico Pea, Vasco Pratolini, Mario Soldati, Bonaventura Tecchi.